# SmartFTP
 是一套針對Windows的FTP客戶端，由SmartSoft Ltd.所開發。特色包括SSL/TLS、支援IPv6與FXP、備份工具、傳輸佇列、支援代理伺服器與防火牆、多重連線、chmod、拖放、而且本地化超過20種語言，包括英文、荷蘭文、法文、德文、西班牙文、波斯文、芬蘭文、日文與中文等。該軟體使用Windows API做為其介面。SmartFTP可用於32位元（x86）和64位元（x64）的Windows版本。

## 外部連結
- 官方網站
- 評論[]於download.com